# Emily Pickering
Emily Pickering Harner é uma ex-futebolista norte-americana, que atuava como meio-campista. Pickering fez parte da primeira seleção norte-americana de futebol feminino, formada em 1985 e também participou do primeiro jogo oficial da seleção americana em 18 de agosto de 1985. Esse jogo ocorreu durante o primeiro torneio disputado pela seleção na Itália. Nessa mesma partida ela deu a assistência para o primeiro gol oficial da seleção americana e marcou o segundo gol (ambos contra a Dinamarca). Pickering foi incluída no "Hall da Fama do Futebol Norte-americano" em 1986.